# Estación Melincué
Melincué, también llamada San Urbano, es una estación ferroviaria ubicada en la localidad de Melincué, en el Departamento General López, Provincia de Santa Fe, Argentina.

## Servicios
La estación corresponde al Ferrocarril General Bartolomé Mitre de la red ferroviaria argentina. Presta servicios de cargas por la empresa estatal Trenes Argentinos Cargas y a Nuevo Central Argentino.
El kilometraje de la estación varía según se trate de su vía principal el ramal Puerto Villa Constitución - Venado Tuerto - Río Cuarto, o de sus ramales secundarios: Pergamino - Melincué o Rosario - Casilda - Melincué.